# Schönberg im Stubaital
Schönberg im Stubaital è un comune austriaco di 1 034 abitanti nel distretto di Innsbruck-Land, in Tirolo. Si trova nella Stubaital.

## Amministrazione

### Gemellaggi
- Siror[senza fonte]